# Gudernes Datter
Gudernes Datter er en amerikansk stumfilm fra 1916 af Herbert Brenon.

## Medvirkende
- Annette Kellerman som Anitia
- William E. Shay som Omar
- Hal De Forrest
- Marcelle Hontabat som Celine
- Violet Horner som Zarrah